# Birch Tree
Birch Tree är en ort i Shannon County i Missouri. Orten namngavs efter ett ensamt björkträd vid en bäck i närheten av det ursprungliga postkontoret.

## Kända personer från Birch Tree
- Mel Carnahan, politiker